# Tamy Moyo
Thamsanqa 'Tamy' Moyo es una artista musical y actriz de cine zimbabuense. Es más conocida por su actuación en la película Gonarezhou de 2020.

## Biografía
Moyo nació el 5 de enero de 1998 en Harare, Zimbabue. Fue criada por su madre Doris Moyo y su abuelo Makwara.

## Carrera profesional
En 2008, formó el Uganda African Choir, junto con otros tres colegas en un concierto benéfico en el Madison Square Garden de Nueva York.
Escribió y cantó una canción, Cry For Help, que anima a comunicarse al teléfono gratuito 116 para pedir ayuda. En 2012, lanzó su primer álbum musical Celebrate Yo Lyf. Luego tuvo la oportunidad de actuar en los festivales más importantes de Zimbabue, como el Festival Internacional de las Artes de Harare y el Festival Shoko. También participó en los premios National Arts Merit Awards y Miss Turismo Zimbabue, donde actuó en noviembre de 2016.
En 2017, fue invitada a actuar en la película Gonarezhou por el productor, Sydney Taivavashe. La película se produjo en conjunto con la Autoridad de Gestión de Parques y Vida Silvestre de Zimbabue. Ella interpretó el papel de 'Chipo', siendo ese su debut en el cine junto con actores como Eddie Sandifolo, Tendaiishe Chitima, Tariro Washe y Charlene Mangweni. Por su personaje, obtuvo su primera nominación en los Premios Nacionales al Mérito de las Artes (premios NAMA).
En 2019, fue nominada como mejor artista femenina del sur de África en la ceremonia del All Africa Music Award (AFRIMA) en Ghana.

## Filmografía
| Año  | Película   | Papel | Género   | Ref.  |
| ---- | ---------- | ----- | -------- | ----- |
| 2020 | Gonarezhou | Chipo | Película | [ 8 ] |